# Visão de Reforma
Visão de Reforma (改革結集の会 (Kaikaku Kesshū no Kai)) foi um partido político japonês formado em novembro de 2015 pelo ex-ministro do Meio Ambiente Sakihito Ozawa após a divisão no Partido da Inovação do Japão. O partido se dissolveu em março de 2016, com quatro dos cinco membros ingressando no Partido Democrata.

## História
O Partido da Inovação do Japão sofreu uma grande cisão entre agosto e outubro de 2015, o que fez com que um dos fundadores do partido, Tōru Hashimoto, liderasse membros baseados em Osaka na formação das iniciativas do partido de Osaka. Após a divisão, vários dos membros restantes do Partido da Inovação expressaram sua intenção de deixar o partido devido à insatisfação com a liderança de Yorihisa Matsuno. Quatro dos membros, Sakihito Ozawa, Shinji Oguma, Kazuhito Shigetoku e Toshihide Muraoka apresentaram sua renúncia ao partido em 22 de outubro de 2015. Juntamente com Taro Yamada, Presidente da Assembléia para Energizar o Japão, o grupo enviou uma solicitação para registrar um novo partido chamado 草莽の会 ([Sōmō no Kai] Erro: {{japonês}}: o texto tem marcação itálica (ajuda), tradução literal. partido dos camponeses) em 18 de novembro de 2015. Yamada acabou optando por não deixar a Assembléia. No entanto, em 14 de dezembro, Yoshihiro Suzuki, que estava independente após sua renúncia ao Partido da Inovação, concordou em se juntar ao grupo. Tendo atingido o mínimo exigido de cinco membros para se registrar como parte, a Visão de Reforma foi registrada em 21 de dezembro de 2015.
Os membros do partido foram convidados a participar da fusão do Partido Democrático do Japão (PDJ) e do Partido da Inovação realizada em março de 2016. Após uma reunião com o líder do PDJ, Yukio Edano, em 22 de março, Muraoka anunciou que quatro dos cinco membros do partido participaria da fusão. A parte enviou seus documentos formais de dissolução à Câmara dos Representantes em 25 de março de 2016. Muraoka, Oguma, Shigetoku e Suzuki se juntaram à formação do Partido Democrata que resultou da fusão do DPJ-Innovation Party em 27 de março de 2016, enquanto Ozawa indicou sua intenção de se juntar às iniciativas do partido de Osaka.